# Mehmet Leblebi
Mehmet Leblebi (* 1. Januar 1908 in Pınarhisar; † 25. Februar 1972 in Istanbul) war ein türkischer Fußballspieler, -funktionär und Sprinter. Durch seine langjährige Tätigkeit für Galatasaray Istanbul und als Eigengewächs wird er sehr stark mit diesem Verein assoziiert. Auf Fan- und Vereinsseiten wird er als einer der bedeutendsten Spieler der Klubgeschichte bezeichnet. Er war ein wichtiger Bestandteil jener Mannschaft Galatasarays, die mit fünf Meisterschaften in den 1920er Jahren den türkischen Fußball dieser Zeit stark beeinflusste. Zu Spielerzeiten war er unter seinem Spitznamen Leblebi bzw. Leblebi Mehmet bekannt, den er später auch als Nachnamen annahm. Er war nach dem Ende seiner Spielerkarriere bei Galatasaray als Vereinsfunktionär tätig.

## Spielerkarriere

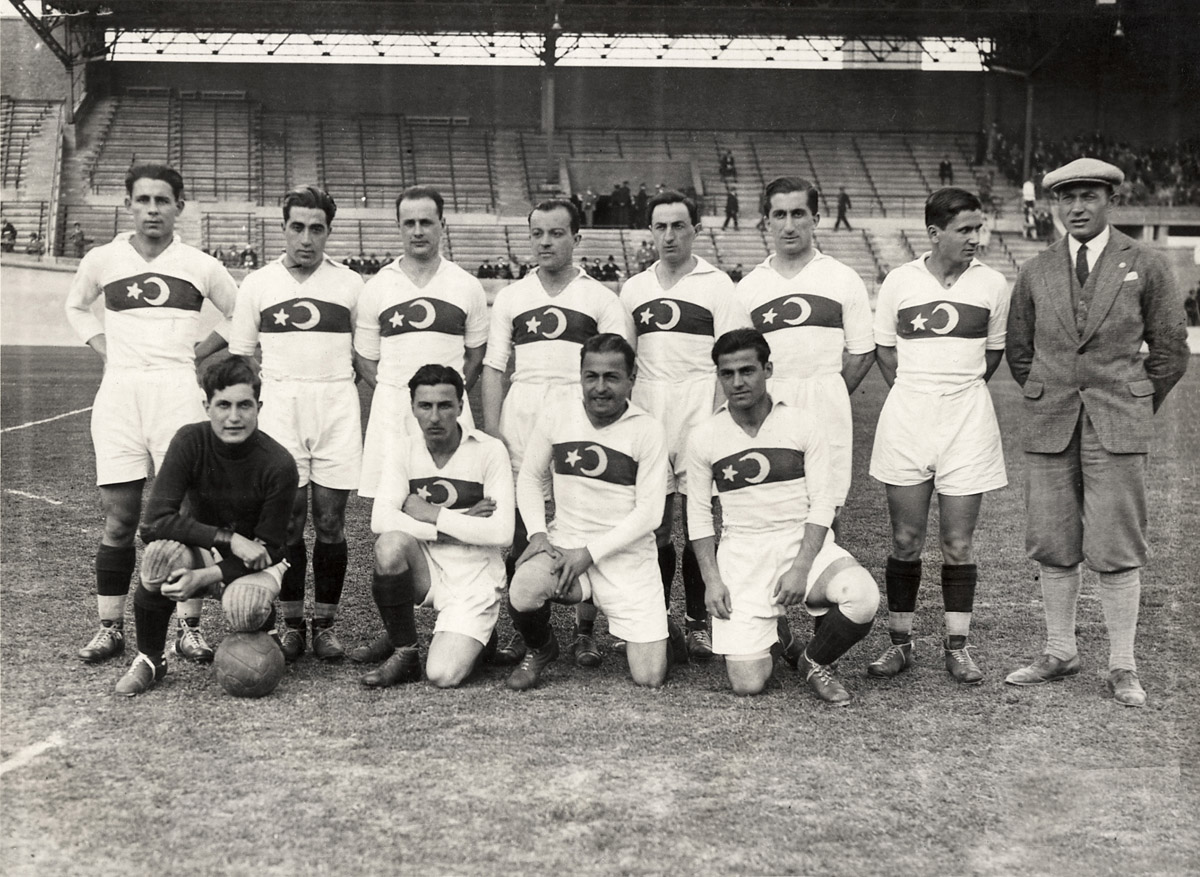
Die Türkische Fußballnationalmannschaft bei den Olympischen Sommerspielen 1928, von rechts nach links: Hintere Reihe – Burhan Atak, Kadri Göktulga, İsmet Uluğ, Alaattin Baydar, Zeki Rıza Sporel, Nihat Bekdik, Mehmet Leblebi, Béla Tóth
Vordere Reihe – Ulvi Yenal, Cevat Seyit, Bekir Refet, Muslihittin Peykoğlu.

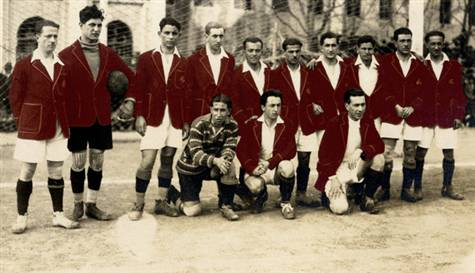
Anlässlich eines Freundschaftsspiels gegen eine Wiener Auswahlmannschaft zusammengestellte Istanbuler Auswahlmannschaft aus den Spielern von Fenerbahçe Istanbul und Galatasaray Istanbul. Hintere Reihe Dritter von links: Mehmet Leblebi.

### Verein

#### Jugendjahre
Leblebi kam 1908 in der ostthrakischen Kleinstadt Pınarhisar zur Welt und zog bereits im Kindesalter mit seiner Familie in die osmanische Hauptstadt Istanbul. Hier besuchte Leblebi das renommierte Galatasaray-Gymnasium und kam während dieser Zeit mit dem Fußballspielen in Berührung. Mit zwölf Jahren begann er in der Jugendabteilung des Traditionsvereins Galatasaray Istanbul – jenes Vereins, der von Schülern des Galatasaray-Gymnasiums gegründet wurde, mit dem Vereinsfußball. Während dieser Zeit besuchte Leblebi ein im Kadıköy-Union-Club-Stadion gegen Altınordu İdman Yurdu ausgetragenes Spiel seines Klubs Galatasaray. Vor dem Spiel der ersten Männermannschaft traten die Reservemannschaften beider Klubs gegeneinander an. Da nicht alle Spieler der zweiten Mannschaft zum Spiel erschienen waren, hatten die Vereinsverantwortlichen Mühe, eine Mannschaft aus elf Spielern aufzustellen. Der damalige Vereinspräsident Yusuf Ziya Öniş setzte als Notlösung den geraden anwesenden vierzehnjährigen Leblebi als fehlenden Spieler ein. Leblebi überzeugte auf Anhieb und wurde mit drei Toren zum Matchwinner. Um den noch minderjährigen Leblebi den anderen Spielern der zweiten Garde als Beispiel zu zeigen, sagte Öniş  nach dem Spiel zu den übrigen Spielern der Mannschaft, dass sogar der leblebihafte (Leblebi sind gerösteten Kichererbsen) Junge drei Tore erzielen konnte, während die anderen Spieler einen steigerungsfähigen Einsatz zeigten. Nach dieser Aussage erhielt Mehmet Leblebi seinen Spitznamen Leblebi, den er 1934 nach dem verabschiedeten Familiennamensgesetz auch als Nachnamen übernahm.

#### Aufnahme in die 1. Männermannschaft
Nachdem Leblebi in der Partie gegen Altınordu İY einen bleibenden Eindruck hinterlassen hatte, wurde er im Frühjahr 1923 mit 15 Jahren in den Kader der 1. Männermannschaft aufgenommen. Sein erstes Spiel für diese Mannschaft gab der in einer Begegnung der İstanbul Cuma Ligi (dt. Istanbuler Freitagsliga), der damals renommiertesten Liga des Landes, gegen den Erzrivalen Fenerbahçe Istanbul.
Mit dem Ende der Besatzung Istanbuls und der Staatsgründung der modernen Türkei wurde auch der Fußball in Istanbul reformiert. Nachdem zuvor in einigen Spielzeiten mehrere Istanbuler Ligen wie Freitagsliga und Sonntagsliga parallel existierten und miteinander konkurrierten, wurde im Sommer die İstanbul Futbol Ligi (dt. Istanbuler Fußballliga) eingeführt. Diese Liga ersetzte bzw. vereinigte alle vorherigen Ligen und sorgte dafür, dass alle bekannten Istanbuler Vereine in der gleichen Liga spielten. Leblebi nahm mit seiner Mannschaft fortan an dieser Liga teil und wurde in der ersten Saison dieser neugegründeten Liga hinter dem Erzrivalen Beşiktaş Istanbul Vizemeister. Leblebi erkämpfte sich während dieser Saison einen Stammplatz und behielt diesen nahezu während seiner gesamten Spielerkarriere. In der zweiten Spielzeit dieser Liga wurde Leblebi mit seiner Mannschaft souverän Meister und gewann dadurch seinen ersten Titel auf Vereinsebene. In den nachfolgenden zwei Spielzeiten gelang es der Mannschaft, diesen Titel zwei weitere Male zu gewinnen. Damit gewann das Team als Erste die Meisterschaft dieser Liga drei Mal in Folge zu gewinnen. Leblebi zählte während dieser Zeit als einer der wichtigsten Spieler seines Teams. In einer Partie der Istanbuler Fußballliga aus dem Jahr 1925 gegen Vefa Istanbul gelang Leblebi ein heute noch ungebrochener Torrekord im türkischen Fußball. Beim 20:0-Sieg seiner Mannschaft erzielte er 16 Tore. Leblibi spielte bis ins Jahr 1935 für Galatasaray und wurde während dieser Zeit mit seinem Team zwei weitere Male Meister der Istanbuler Fußballliga. Anschließend beendete er mit 26 Jahren seine aktive Spielerkarriere.

### Nationalmannschaft
Im Sommer der Olympischen Sommerspiele 1924 wurde Leblebi zum ersten Mal in den Kader der Türkischen Nationalmannschaft nominiert und gab in diesem Turnier in der Partie gegen die Tschechoslowakische Nationalmannschaft, dem zweiten Spiel der Türkischen Nationalmannschaft überhaupt, sein Länderspieldebüt.
Nach dieser Begegnung gehörte Leblebi bis ins Jahr 1928 zu den regelmäßig nominierten Nationalspielern und nahm als letztes an den Olympischen Sommerspielen 1928 teil.
Sein letztes Länderspiel absolvierte er vier Jahre später gegen die Bulgarische Nationalmannschaft. Insgesamt spielte er 16 Mal für die Türkei und erzielte dabei drei Tore.

## Tod
Er verstarb am 25. Februar 1972 in Istanbul. Er wurde einen Tag später nach dem Mittagsgebet in der Istanbuler Şişli-Moschee im berühmten Friedhof Zincirlikuyu beigesetzt.

## Trivia
- Neben Fußball beschäftigte sich Leblebi auch mit diversen anderen Sportarten. U.a. war er für Galatasaray als Sprinter aktiv und nahm an 4-mal-100-Meter-Staffel-Laufen teil.[7]
- In einer Begegnung gegen Vefa Istanbul soll Leblebi 14 Tore erzielt haben.[2]
- Er wurde 1965 in einem von der Tageszeitung Cumhuriyet organisierten Wettbewerb in die beste Elf der letzten 42 Jahre gewählt, d. h. seit der Gründung des türkischen Fußballverbandes.[8]

## Erfolge

### Als Spieler
Mit Galatasaray Istanbul
- İstanbul Futbol Ligi: 1924/25, 1924/25, 1925/26, 1926/27, 1928/29, 1930/31

Mit der türkischen Nationalmannschaft
- Teilnahme an den Olympischen Sommerspielen: 1924, 1928